# Tour de Pologne 2011
Tour de Pologne 2011 byl v pořadí 68. ročník cyklistického etapového závodu, který se uskutečnil ve dnech 31. července - 7. srpna. Start proběhl v polském městě Pruszków a skočil závěečnou etapou v Krakově. Vítězem ročníku se stal slovenský cyklista Peter Sagan, který vyhrál i bodovací soutěž.

## Týmy
Na start nastoupilo dvacet dva týmů (18 stájí bylo součásti ProTour):
| - Ag2r-La Mondiale - Astana Team - BMC Racing Team - CCC Polsat Polkowice ● - De Rosa-Ceramica Flaminia ● - Euskaltel-Euskadi - Garmin-Cervélo - HTC-Highroad - Lampre-ISD - Leopard Trek - Liquigas-Cannondale | - Movistar Team - Omega Pharma-Lotto - Quick Step - Rabobank - Reprezentantace Polska ● - Saxo Bank-SunGard - Skil-Shimano ● - Kaťuša Team - Team RadioShack - Team Sky - Vacansoleil-DCM |

● čtyři týmy, které dostaly divoké karty

## Seznam etap
| Etapa | Datum        | Start / cíl                                  | Vzdálenost | Typ etapy       | Vítěz etapy   | Žlutý trikot  |
| ----- | ------------ | -------------------------------------------- | ---------- | --------------- | ------------- | ------------- |
| 1.    | 31. červenec | Pruszków – Varšava                           | 101,5 km   | Rovinatá etapa  | Marcel Kittel | Marcel Kittel |
| 2.    | 1. srpen     | Čenstochová – Dąbrowa Górnicza               | 162 km     | Rovinatá etapa  | Marcel Kittel | Marcel Kittel |
| 3.    | 2. srpen     | Będzin – Katovice                            | 135,7 km   | Rovinatá etapa  | Marcel Kittel | Marcel Kittel |
| 4.    | 3. srpen     | Osvětim – Těšín                              | 176,9 km   | Kopcovitá etapa | Peter Sagan   | Peter Sagan   |
| 5.    | 4. srpen     | Zakopane – Zakopane                          | 201,5 km   | Horská etapa    | Peter Sagan   | Peter Sagan   |
| 6.    | 5. srpen     | Termální lázně Bukovina – Tatranská Bukovina | 207,7 km   | Horská etapa    | Daniel Martin | Daniel Martin |
| 7.    | 6. srpen     | Krakov – Krakov                              | 128 km     | Rovinatá etapa  | Marcel Kittel | Peter Sagan   |

## Vývoj držení trikotů
| Etapa   | Vítěz etapy   | Celková klasifikace | Vrchařská soutěž    | Nejaktivnější jezdec | Bodovací soutěž | Soutěž týmů             |
| ------- | ------------- | ------------------- | ------------------- | -------------------- | --------------- | ----------------------- |
| 1.      | Marcel Kittel | Marcel Kittel       | Michał Gołaś        | Adrian Kurek         | Marcel Kittel   | Quick Step Cycling Team |
| 2.      | Marcel Kittel | Marcel Kittel       | Bartłomiej Matysiak | Adrian Kurek         | Marcel Kittel   | Quick Step Cycling Team |
| 3.      | Marcel Kittel | Marcel Kittel       | Bartłomiej Matysiak | Adrian Kurek         | Marcel Kittel   | Quick Step Cycling Team |
| 4.      | Peter Sagan   | Peter Sagan         | Bartłomiej Matysiak | Adrian Kurek         | Romain Feillu   | Vacansoleil-DCM         |
| 5.      | Peter Sagan   | Peter Sagan         | Ruslan Pidgornyj    | Adrian Kurek         | Romain Feillu   | Vacansoleil-DCM         |
| 6.      | Daniel Martin | Daniel Martin       | Michał Gołaś        | Adrian Kurek         | Peter Sagan     | Vacansoleil-DCM         |
| 7.      | Marcel Kittel | Peter Sagan         | Michał Gołaś        | Adrian Kurek         | Peter Sagan     | Vacansoleil-DCM         |
| Celkově | Celkově       | Peter Sagan         | Michał Gołaś        | Adrian Kurek         | Peter Sagan     | Vacansoleil-DCM         |

## Celková klasifikace
|    | Jezdec            | Tým                    | Čas         |
| -- | ----------------- | ---------------------- | ----------- |
| 1  | Peter Sagan       | Liquigas-Cannondale    | 26h 40' 00" |
| 2  | Daniel Martin     | Garmin-Cervélo         | + 6"        |
| 3  | Marco Marcato     | Vacansoleil-DCM        | + 7"        |
| 4  | Wout Poels        | Vacansoleil-DCM        | + 23"       |
| 5  | Peter Kennaugh    | Sky Procycling         | + 25"       |
| 6  | Rinaldo Nocentini | Ag2r-La Mondiale       | + 28"       |
| 7  | Bartosz Huzarski  | Reprezentantace Polska | + 28"       |
| 8  | Christophe Riblon | Ag2r-La Mondiale       | + 28"       |
| 9  | Steve Cummings    | Sky Procycling         | + 28"       |
| 10 | Marek Rutkiewicz  | CCC Polsat Polkowice   | + 32"       |

|    | Jezdec                | Tým                       | Body |
| -- | --------------------- | ------------------------- | ---- |
| 1  | Michał Gołaś          | Vacansoleil-DCM           | 85   |
| 2  | Patxi Vila Errandonea | De Rosa-Ceramica Flaminia | 47   |
| 3  | Rusłan Pithornij      | Vacansoleil-DCM           | 45   |
| 4  | Jacek Morajko         | CCC Polsat Polkowice      | 36   |
| 5  | Bartłomiej Matysiak   | CCC Polsat Polkowice      | 33   |
| 6  | Mateusz Taciak        | CCC Polsat Polkowice      | 28   |
| 7  | Thomas Rohregger      | Leopard Trek              | 27   |
| 8  | Daniel Martin         | Garmin-Cervélo            | 20   |
| 9  | Oscar Pujol Munoz     | Omega Pharma-Lotto        | 20   |
| 10 | Federico Rocchetti    | De Rosa-Ceramica Flaminia | 19   |

|    | Jezdec            | Tým                 | Body |
| -- | ----------------- | ------------------- | ---- |
| 1  | Peter Sagan       | Liquigas-Cannondale | 99   |
| 2  | Marco Marcato     | Vacansoleil-DCM     | 89   |
| 3  | Marcel Kittel     | Skil-Shimano        | 80   |
| 4  | Romain Feillu     | Vacansoleil-DCM     | 77   |
| 5  | Heinrich Haussler | Garmin-Cervélo      | 75   |
| 6  | Jan Bakelants     | Omega Pharma-Lotto  | 44   |
| 7  | Giacomo Nizzolo   | Leopard Trek        | 43   |
| 8  | John Degenkolb    | HTC-Highroad        | 41   |
| 9  | Peter Kennaugh    | Sky Procycling      | 40   |
| 10 | Luca Paolini      | Kaťuša Team         | 40   |

|    | Jezdec              | Tým                       | Body |
| -- | ------------------- | ------------------------- | ---- |
| 1  | Adrian Kurek        | Reprezentantace Polska    | 13   |
| 2  | Gianluca Maggiore   | De Rosa-Ceramica Flaminia | 10   |
| 3  | Marco Marcato       | Vacansoleil-DCM           | 8    |
| 4  | Arkimedes Argueles  | Kaťuša Team               | 6    |
| 5  | Bartłomiej Matysiak | CCC Polsat Polkowice      | 5    |
| 6  | Pierre Cazaux       | Euskaltel-Euskadi         | 5    |
| 7  | Fabio Piscopiello   | De Rosa-Ceramica Flaminia | 4    |
| 8  | Peter Sagan         | Liquigas-Cannondale       | 3    |
| 9  | Marek Rutkiewicz    | CCC Polsat Polkowice      | 3    |
| 10 | Aleksandr Pljuszkin | Kaťuša Team               | 3    |

### Klasifikace týmů

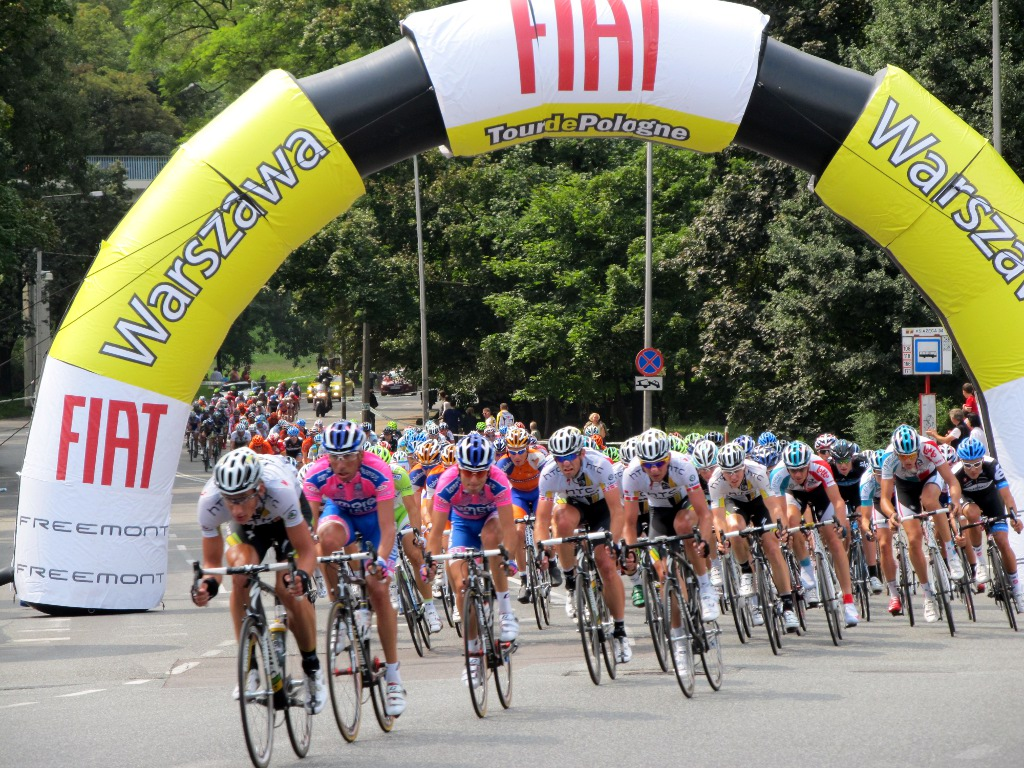
Peloton v rovinaté 1. etapě.

|    | Tým                     | Čas         |
| -- | ----------------------- | ----------- |
| 1  | Vacansoleil-DCM         | 80h 01' 23" |
| 2  | Sky Procycling          | + 12"       |
| 3  | Ag2r-La Mondiale        | + 2' 31"    |
| 4  | CCC Polsat Polkowice    | + 4' 34"    |
| 5  | Leopard Trek            | + 4' 44"    |
| 6  | Rabobank Cycling Team   | + 7' 43"    |
| 7  | Team RadioShack         | + 8' 05"    |
| 8  | Liquigas-Cannondale     | + 9' 11"    |
| 9  | Astana Team             | + 10' 28"   |
| 10 | Quick Step Cycling Team | + 10' 46"   |